# 萊姆迪爾 (蒙大拿州)
萊姆迪爾（英語：Lame Deer）是位於美國蒙大拿州羅斯布德縣的普查規定居民點。

## 歷史
萊姆迪爾的郵局自1887年營運至今。

## 人口
根據2020年美國人口普查的數據，萊姆迪爾的面積為143.99平方千米，皆為陸地。當地共有人口1897人，而人口密度為每平方千米13.17人。